# 鈴木みどり
鈴木 みどり（すずき みどり、1941年4月26日 - 2006年7月23日）は、日本のメディア学者。

## 略歴
東京生まれ。1964年日本大学藝術学部映画学科卒業、1966年スタンフォード大学大学院修士課程修了（マスコミュニケーション学修士）。1967年ジャパンタイムズ記者、69年フリージャーナリスト。1994年立命館大学産業社会学部教授。在任中に65歳で死去。メディア・リテラシーが専門で、日本におけるメディア・リテラシーの先駆者の一人と評価された。

## 著書
- 『テレビ・誰のためのメディアか』学芸書林 1992

### 編著
- 『メディア・リテラシーを学ぶ人のために』編. 世界思想社 1997
- 『Study guideメディア・リテラシー 入門編』編. リベルタ出版 2000
- 『メディア・リテラシーの現在と未来』編. 世界思想社 2001
- 『Study guideメディア・リテラシー ジェンダー編』編. リベルタ出版, 2003

### 翻訳
- ウィリアム・メロディ『子どものテレビを侵すもの』高桑康雄共訳 聖文舎 1976
- ジョー・フリーマン『女性解放の政治学』奥田暁子共訳 未来社 1978
- ジェリー・マンダー『テレビ・危険なメディア ある広告マンの告発』時事通信社 1985
- レオニー・カルディコット, ステファニー・ルランド『地球の再生 発言する女たち』奥田暁子共訳 三一書房 1989
- 『戦場からリビングルームへ マイケル・アーレン集』 (アメリカ・コラムニスト全集）東京書籍 1993
- D.バッキンガム『メディア・リテラシー教育 学びと現代文化』監訳 世界思想社 2006